# Glaniopsis
Glaniopsis är ett släkte i familjen grönlingsfiskar (Balitoridae). Släktet omfattar fyra arter, som samtliga lever endemiskt på norra Borneo.

## Lista över arter
- Glaniopsis denudata Roberts, 1982
- Glaniopsis gossei Roberts, 1982
- Glaniopsis hanitschi Boulenger, 1899
- Glaniopsis multiradiata Roberts, 1982